# Sibculo
Sibculo (Nedersaksische uitspraak: Sibkelo) is een dorp behorend tot de gemeente Hardenberg in de Nederlandse provincie Overijssel. Sibculo telde op 1 januari 2023 1.415 inwoners. Het ligt op een steenworp afstand van de grens met Duitsland.
Tot 2019 kende Sibculo zowel een hervormde als een gereformeerde kerk. In dat jaar zijn beide kerken opgegaan in de protestante gemeente Sibculo-Kloosterhaar.
In het dorp staat de Christelijke Nationale Basisschool Windesheim.

## Verenigingsleven
De oudste vereniging is muziekvereniging Concordia, opgericht in 1938.
De plaatselijke voetbalvereniging is SVV '56. Sinds 1945 kan er in Sibculo worden gekorfbald bij KIOS'45 (Korfbal Is Onze Sport). In 2013 werd hardloopgroep SibculoperZ opgericht.

## Klooster
Bij Sibculo lag vroeger het klooster Sibculo, gesticht in 1406, dat behoorde tot de Moderne Devotie. Van dit klooster is alleen nog een put van Bentheimer zandsteen over, waarvan men beweert dat deze geneeskrachtig water heeft. Sinds 2016 is ook op het voormalige terrein de kloostertuin weer ingericht. In 2019 is de kloosterput gerenoveerd.

## Trivia
- Het boek Ontaarde moeders van Renate Dorrestein speelt zich af in Sibculo.